# Ngựa Campeiro
Ngựa Campeiro là một giống ngựa nhỏ có nguồn gốc từ Brazil. Người ta cho rằng giống ngựa được đưa đến Nam Mỹ vào thế kỷ thứ mười sáu. Bởi vì nó có dáng đi nước kiệu và đến từ khu vực rừng Araucária của miền nam Brazil, nó còn có thể được gọi là Marchador das Araucárias.

## Lịch sử
Campeiro được cho là có nguồn gốc từ những con ngựa bị mất từ chuyến thám hiểm Álvar Núñez Cabeza de Vaca năm 1541 từ Đảo Santa Catarina đến khu định cư Tây Ban Nha mới tại Asunción (nay là thủ đô của Paraguay). Có khả năng là trong số các tổ tiên của nó cũng có những con ngựa bị thất lạc từ các cuộc thám hiểm Tây Ban Nha khác trong khu vực. Ngựa được thành lập như một quần thể hoang dã trên đất liền, trên cao nguyên hiện nay là một phần của các bang Santa Catarina, Paraná và Rio Grande do Sul, và được đặc trưng bởi hệ sinh thái rừng ẩm Araucária, nơi chúng phát triển rất nhiều.
Những con ngựa lần đầu tiên được nhìn thấy và được báo cáo vào năm 1728 bởi chuyến thám hiểm của Francisco de Souza e Faria từ bờ biển Santa Catarina trên cao nguyên theo hướng định cư Curitiba (nay là thủ phủ của bang Paraná). Ba năm sau, những con ngựa lại được nhìn thấy bởi Cristovão Pereira de Abreu (pt), người đã chiếm được hàng trăm con ngựa.
Khi các đồn điền tại Brazil đầu tiên được thành lập trong khu vực, một số con ngựa đã bị bắt và lai tạo có chọn lọc, đặc biệt là vì dáng đi nước kiệu của chúng, trong nhiều thế hệ. Một hiệp hội giống, Associação Brasileira de Criadores de Cavalo Campeiro, được thành lập ở Curitibanos vào năm 1976. Giống này được chính thức công nhận bởi Bộ Nông nghiệp, Pecuária e Abastecimento, Bộ Nông nghiệp Brazil, năm 1985 và một cuốn sách nghiên cứu về giống ngựa mở ra.